# Andrea Chiesa
Andrea Giorgio Chiesa (Milano, 6 maggio 1964) è un pilota automobilistico svizzero.
Nonostante sia nato in Italia, Chiesa ha corso con i colori della Svizzera.

## Carriera
Figlio di madre italiana e di padre svizzero, Chiesa trascorse gli anni dell'infanzia a Milano, prima di trasferirsi in Svizzera a dieci anni. Si appassionò in seguito ai motori, debuttando con i go-kart nel 1982 nel Campionato Svizzero, che vinse nel 1983, oltre ad ottenere risultati rilevanti anche in campo internazionale. Nel 1986 passò alle monoposto, esordendo nella Formula 3 italiana. Visse una prima stagione deludente, anche a causa di ripetuti guasti al motore della propria auto, ma si rilanciò nel 1987, quando fu secondo assoluto con una monoposto dell'Euroracing dopo un ottimo inizio di stagione in cui fu in grado di conquistare tre vittorie nelle prime cinque gare.
L'anno seguente decise quindi di passare in Formula 3000, categoria in cui avrebbe corso per quattro stagioni. Dopo un primo anno in cui ottenne un solo punto, nel 1989 riuscì a vincere il Gran Premio del Mediterraneo all'Autodromo di Pergusa e a chiudere secondo a Vallelunga a bordo della Reynard del team Roni, chiudendo infine settimo in classifica finale. L'anno seguente riuscì a eguagliare il risultato, cogliendo vari piazzamenti a punti, mentre la stagione 1991 si rivelò estremamente difficile per il pilota svizzero che non riuscì a concludere nessuna gara tra i primi sei.
Nonostante la brutta stagione in cui era incorso, nel 1992 venne assunto dal team Fondmetal per disputare il mondiale di Formula 1, trovandosi come compagno di squadra Gabriele Tarquini. Chiesa corse però con una vettura tecnicamente non competitiva e su dieci gare riuscì a qualificarsi solamente in tre occasioni, senza mai riuscire ad ottenere punti. Il pilota svizzero rivelò anni dopo in un'intervista di essere stato sfavorito dal fatto di non aver mai provato la macchina prima dell'esordio e di aver corso le gare iniziali con una monoposto a cui faticava ad adattarsi per via della sua altezza, essendo costruita per Olivier Grouillard, molto più basso di lui.
Amareggiato dalla difficile esperienza in Formula 1, decise di trasferirsi in America per gareggiare nella categoria CART, in cui disputò una solo una gara poi deve temporaneamente sospendere le competizioni per problemi familiari.
Nel 1997 ritornò al volante nelle categorie prototipi e nelle gare di durata con le vetture GT.
Da allora si cimenta con regolarità nelle competizioni riservate alle vetture Gran Turismo sia nei campionati nazionali sia in campo internazionale nei campionati FIA e Le Mans Series.
Nel 2001 fu terzo assoluto alla 24 Ore di Spa con una Porsche GT3 RSR del Team Freisinger.
Nel 2004 e 2005 si impose come campione italiano della categoria N-GT con Loris Kessel e la Ferrari 360 GT.
Partecipa a tutte le grandi classiche di durata come alla 24h di Le Mans, Daytona, la 12h di Sebring, in cui è riuscito ad ottenere risultati di rilievo.
Nel 2007 e 2008 partecipò al campionato Le Mans Series alla prestigiosa 24h di Le Mans col Team Speedy Racing pilotando una Spyker C8GTR.

## Risultati in Formula 1
| 1992 | Scuderia  | Vettura   |    |     |    |     |    |    |    |     |    |    |  |  |  |  |  |  |  | Punti | Pos. |
| ---- | --------- | --------- | -- | --- | -- | --- | -- | -- | -- | --- | -- | -- |  |  |  |  |  |  |  | ----- | ---- |
| 1992 | Fondmetal | GR01/GR02 | NQ | Rit | NQ | Rit | NQ | NQ | NQ | Rit | NQ | NQ |  |  |  |  |  |  |  | 0     |      |

| Legenda | 1º posto     | 2º posto | 3º posto    | A punti         | Senza punti/Non class.  | Grassetto – Pole position Corsivo – Giro più veloce |
| Legenda | Squalificato | Ritirato | Non partito | Non qualificato | Solo prove/Terzo pilota | Grassetto – Pole position Corsivo – Giro più veloce |